# Rauno Aaltonen
Rauno Aaltonen, född den 7 januari 1938, är en finländsk rallyförare och affärsman.
Aaltonen har vunnit Finska rallyt 1961 och 1965, RAC-rallyt i Storbritannien 1965, samt Monte Carlo-rallyt 1967.